# ميخائيل كلاين
ميخائيل كلاين (بالإنجليزية: Michael Klein)‏ هو أكاديمي وشاعر أمريكي، ولد في 17 أغسطس 1954 في واشنطن العاصمة في الولايات المتحدة.

## وصلات خارجية
- الموقع الرسمي